# Кипчацькі мови

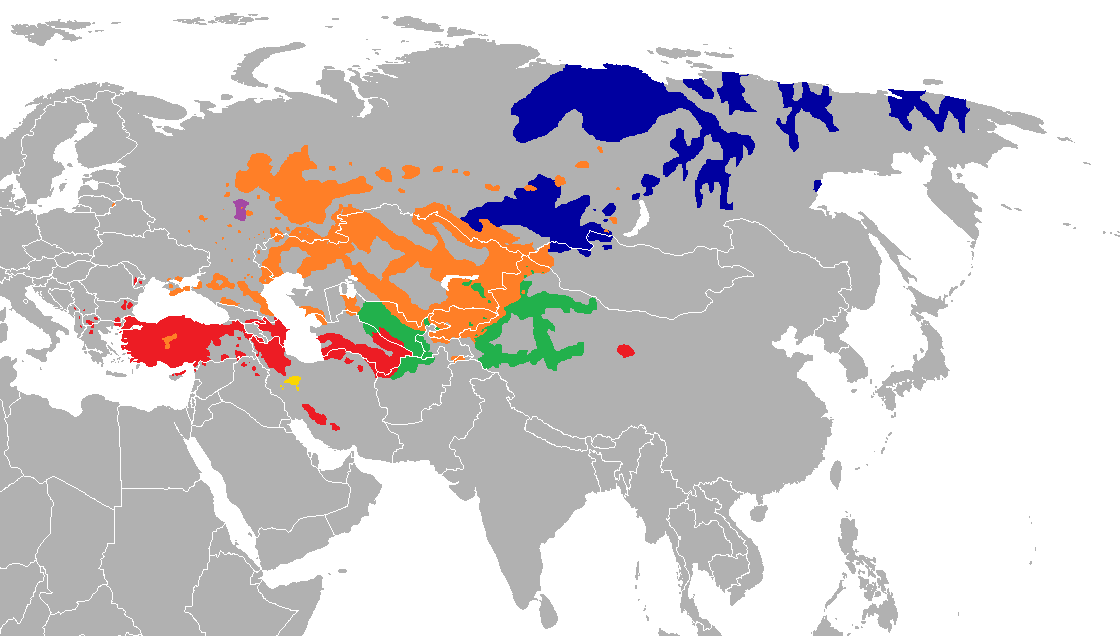
Тюркські мови:
Кипчацькі мови

Кипча́цькі мо́ви (англ. Kipchak (Kypchak, Qypchaq) languages) — група тюркських мов алтайської мовної сім'ї мов. Поширені в Східній Європі та Середній Азії, на північному заході тюркомовного світу. Назва походить від тюркського імені середньовічних кочовиків-половців — «кипчаки». Інші назви — північноза́хідні тю́ркські мо́ви (англ. Northwestern Turkic languages), тау-група, половецька група.

## Класифікація
1. Алтайські мови
  1. Тюркські мови
    1. Власне тюркські мови
      1. Кипчацькі мови (Північнозахідні тюркські мови)
        1. Кипчацько-булгарські мови (Булгаро-кипчацькі; Повлозько-кипчацькі мови)
          1. Башкирська мова
          2. Старотатарська мова †
          3. Татарська мова

        2. Кипчацько-киргизькі мови (Киргизо-кипчацькі; Киргизькі мови)
          1. Киргизька мова
          2. Південноалтайська мова

        3. Кипчацько-ногайські мови (Ногайсько-кипчацькі; Ногайські мови)
          1. Алабугатсько-ногайська мова
          2. Карагашська мова
          3. Казахська мова
          4. Каракалпацька мова
          5. Ногайська мова
          6. Сибірсько-татарська мова
          7. Узбецько-ногайська мова †
          8. Фергано-кипчацька мова
          9. Юртовсько-ногайська мова

        4. Кипчацько-половецькі мови (Половецько-кипчацькі; Половецькі мови)
          1. Вірмено-кипчацька мова †
          2. Караїмська мова
          3. Карачаєво-балкарська мова
          4. Кримськотатарська мова
          5. Кримчацька мова
          6. Кумицька мова
          7. Мамлюцько-кипчацька мова †
          8. Половецька мова †
          9. Урумська мова

- † — мертва мова

Кримськотатарська і урумська мова займають проміжне положення між кипчацькими і огузькими мовами (ряд діалектів є кипчацько-половецькими, ряд — огузькими за походженням, літературна норма має змішаний характер).

### Галерея
|                                                                                 |                                |                                                                 |                                                                                              |
| Кипчацькі мови                                                                  | Кипчацько-булгарські           | Ногайські та киргизькі                                          | Кипчацько-половецькі                                                                         |
| Кипчацько-булгарські мови Ногайські та киргизькі мови Кипчацько-половецькі мови | Татарська мова Башкирська мова | Казахська мова Киргизька мова Каракалпацька мова Ногайська мова | Кумицька мова Караїмська мова Карачаєво-балкарська мова Кримськотатарська мова Урумська мова |

## Особливості
Кипчацькі мови мають низку особливостей, через які лінгвісти класифікують їх сукупно. Деякі з цих особливостей є спільними з іншими тюркськими мовами, інші є унікальними, властиві лише кипчацьким мовам.
Загальнотюркські риси
- Зміна прототюркського *d на /j/. Наприклад:

hadaq > ajaq «ступня»
- Втрата первинного звуку *h. Наприклад:

hadaq > ajaq «ступня»
Унікальні риси
- Екстенсивний сингармонізм. Наприклад:

olor — olar «їх»
- Часта асиміляція першого звуку */j/. Наприклад:

jetti > ʒetti «сім»
- Дифтонги в останньому складі * /ɡ/ й * /b/. Наприклад:

taɡ > taw «гора»
sub > suw «вода»

## Загальні відомості
Поволзько-кипчацка спільність визнається не всіма вченими, існує альтернативна точка зору, відповідно до якої, татарська мова є половецько-кипчацькою, а башкирська — ногайсько-кипчацькою (саме така точка зору сформульована у книзі «Порівняльно-історична граматика тюркських мов. Регіональні реконструкції» за редакцією Е. Р. Тенішева).
Половецько-кипчацька підгрупа поділяється низкою дослідників на дві підгрупи, в першу з яких входять караїмська і кримськотатарська мови разом з усіма етнолектами, а в другу решта (кумицька, карачаєво-балкарська і вимерлі вірмено-кипчацька і мамлюксько-кипчацька).
Також як кипчацькі розглядаються киргизько-кипчацькі мови — південноалтайська, фергансько-кипчацька і киргизька мови. Традиційно об'єднуються перш за все з ногайськими, але це вже в плані глоттохронології помилково: киргизько-кипчацький мовний тип сформувався раніше поділу решти кипчацького ареалу на поволзький, половецький і ногайський ареали, ногайський мовний тип, навпаки, є пізнішим з кипчацьких.
Давньокиргизька (єнісейсько-киргизька) мова належала до хакасько-алтайської групі східної гілки тюркських мов, фахівці, що виводять киргизько-кипчацьку групу з давньокиргизької, дотримуються точки зору, відповідно в процесі асиміляції сучасні киргизько-кипчацькі мови придбали чимало рис (лексичних і граматичних) сусідньої казахської мови, що і дає підставу сучасним лінгвістам зараховувати ці мови до кипчацьких.
Кипчацькі мови поширені по всій Росії від Балтики і Причорномор'я до Кавказу та Уралу аж до Сибіру, а також у Казахстані, Киргизії, Таджикистані, Туркменістані та Узбекистані. Чисельність мовців перевищує двадцять мільйонів.